# قلعة العقبة

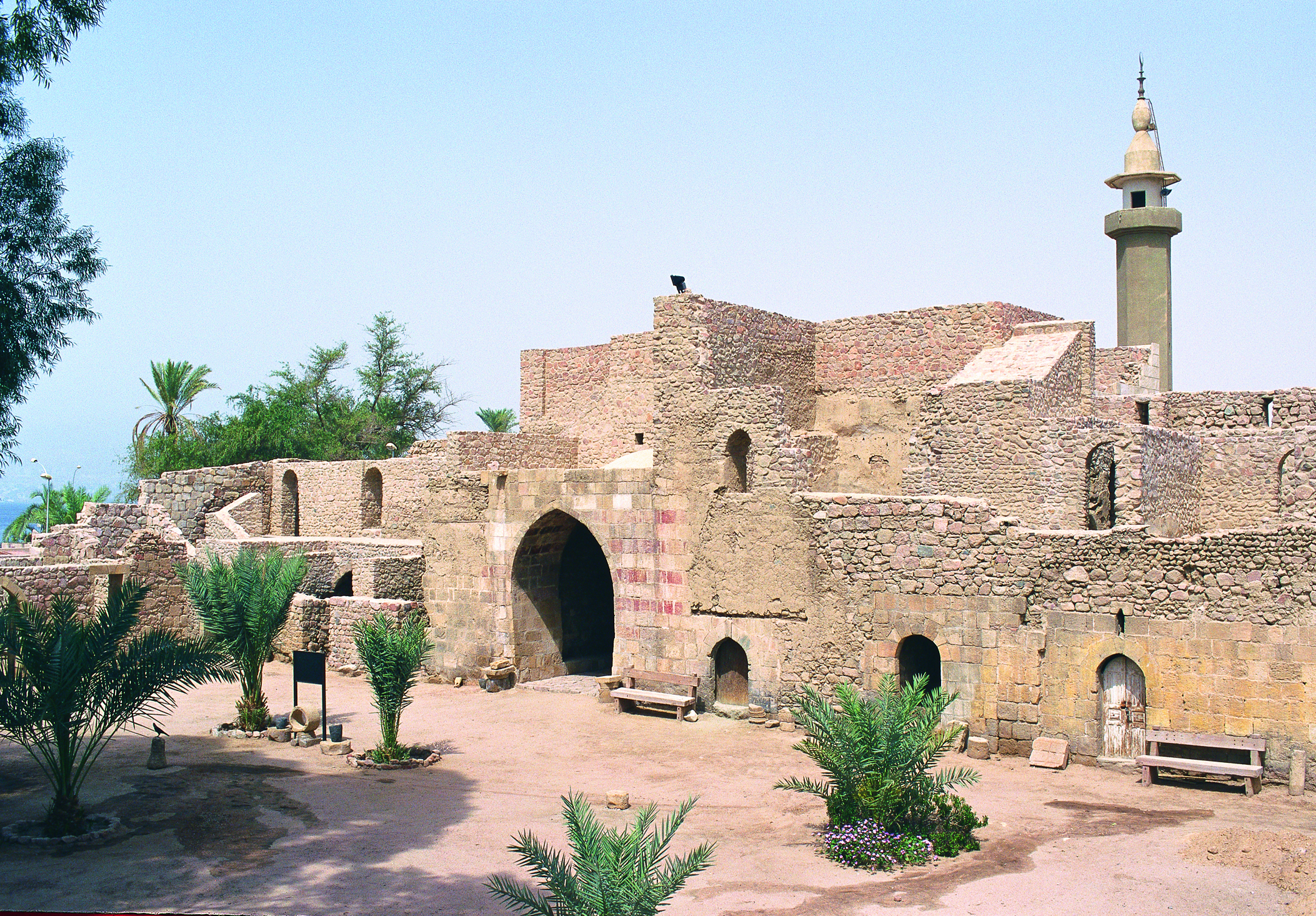
القرية الأثرية الموجودة داخل القلعة

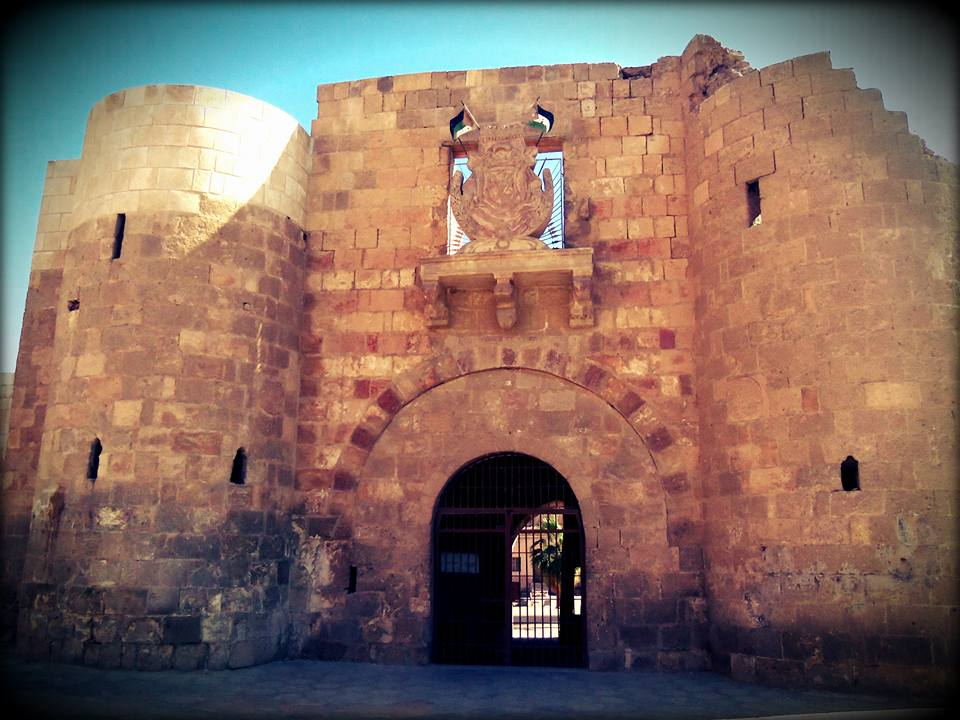
مدخل قلعة العقبة.

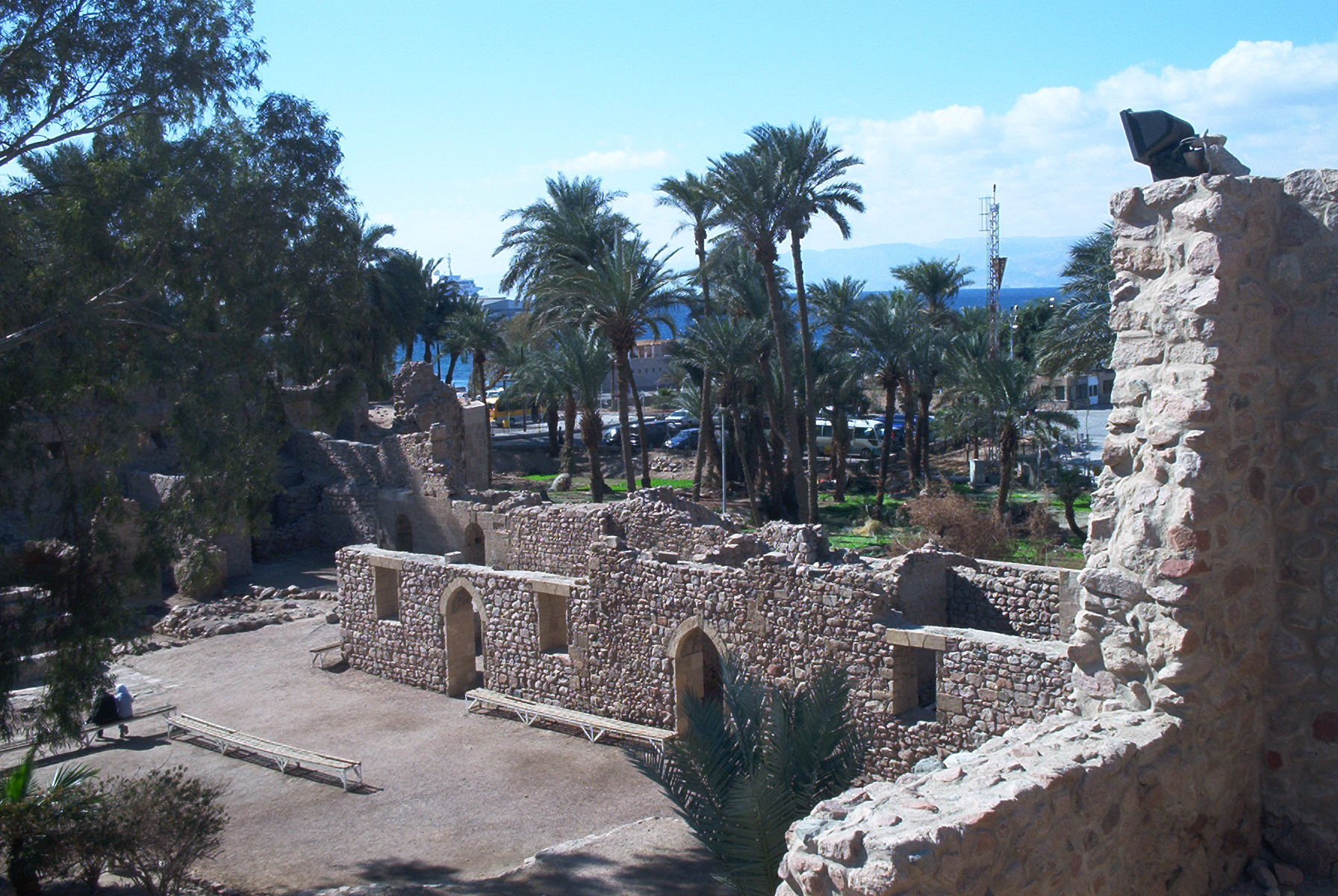
جزء من ساحة القلعة المطل على البحر.

قلعة العقبة هي قلعة أثرية تقع وسط مدينة العقبة جنوب الأردن، تحديداً قرب شاطئ خليج العقبة، تعود هذه القلعة لنهاية العهد المملوكي في المنطقة، لكنها تحولت اليوم إلى متحف. من المعالم البارزة في القلعة سارية العقبة، تم تشييدها في العام 2004 في الساحة المجاورة للقلعة لتحمل علم الثورة العربية الكبرى، في ذلك الوقت، كانت السارية الأطول ارتفاعاً بالعالم.

## تاريخ
بُنيت القلعة في الأصل كقلعة صليبية، وقد تم إعادة بنائها بشكل كبير من قبل المماليك في القرن الرابع عشر، وتحديدا في عام 1507 ميلادية في فترة حكم آخر سلطان مملوكي، وتغيرت عدة مرات بعد ذلك. ومع بداية القرن السادس عشر، وقعت العقبة تحت سيطرة الحكم العثماني. وتراجعت مكانة المدينة وظلت عبارة عن قرية صغيرة وقليلة الأهمية لصيد السمك لمدة حوالي 400 سنة. خلال الحرب العالمية الأولى عام 1917، انسحبت القوات العثمانية من المدينة بعد قيام الجيش العربي التابع للشريف حسين بن علي، قائد الثورة العربية الكبرى بمساعدة لورانس العرب بالهجوم عليهم. وأصبحت أحد معاقل الثورة الرئيسية ضد الأتراك. وقد وقعت القلعة تحت السلطة المصرية حتى سنة 1892 حيث جرى تسليمها إلى الدولة العثمانية إلى أن انطلقت الثورة العربية الكبرى فاتخذتها القبائل الأردنية مقرا للقيادة ومنطلقا لتحرير بلاد الشام من الحكم العثماني الذي استمر 400 عام.

## البناء والعمارة
للقلعة شكل رباعي وكان يوجد على كل زاوية منها برج حجري وقد تهدمت هذه الأبراج الآن وللقلعة بوابة عظيمة بقنطرة يدخل منها إلى صحن القلعة بدهليز وقناطر، وعلى اليمين والشمال ديوانان كبيران نقش على جدرانهما كتابات تشير إلى باني القلعة والذي قام بترميمها وهو السلطان المملوكي قانصوه الغوري (1501-1516) ، فقد كتبت عبارة :
«أمر بإنشاء هذه القلعة المباركة السعيدة مولانا السلطان الملك الأشرف أبو النصر قانصوه الغوري سلطان الإسلام والمسلمين» و «مولانا السلطان الملك الأشرف مراد بن سليم خان عز نصره جدد هذه القلعة».

## صالة عرض

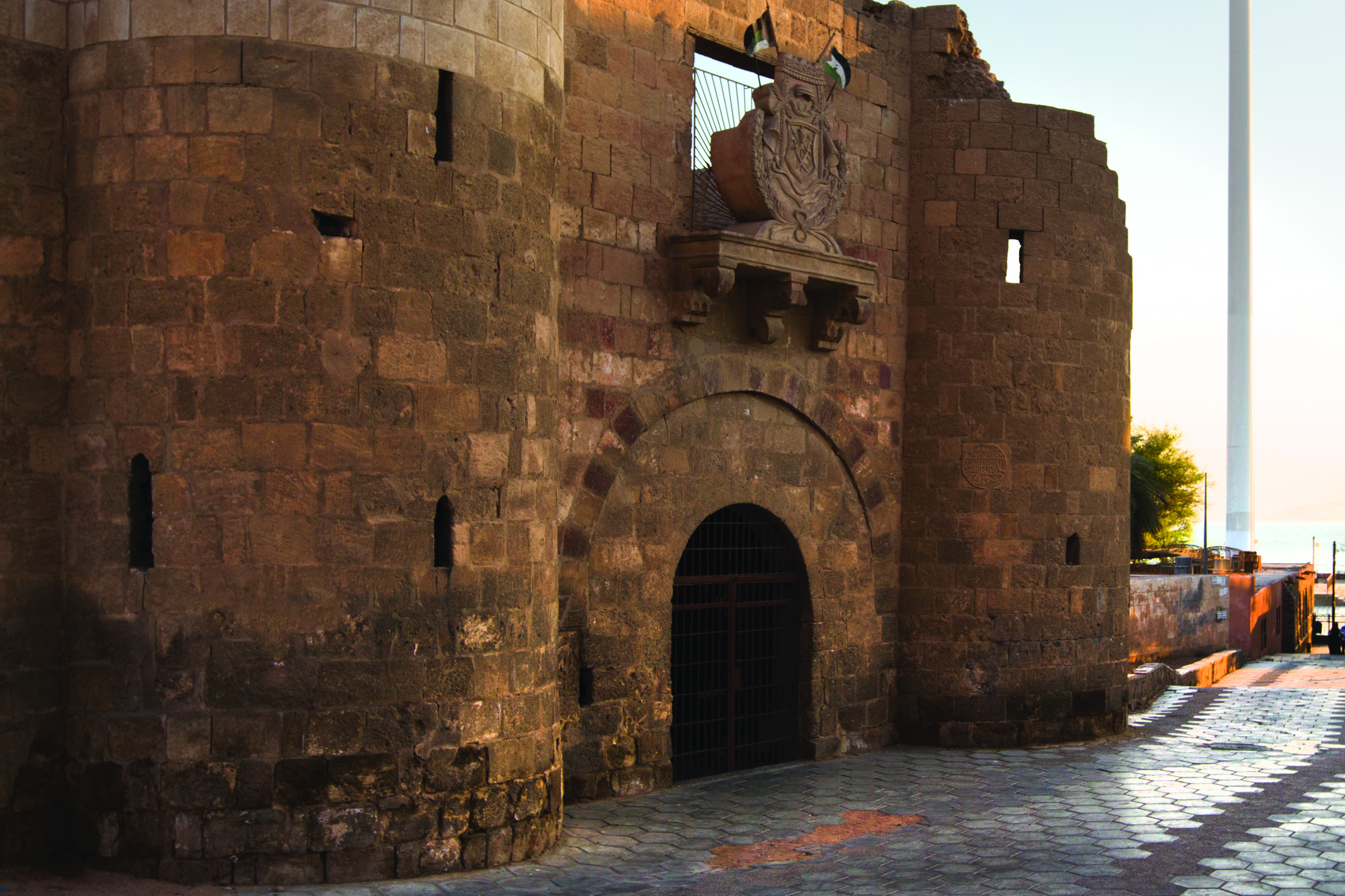
المدخل
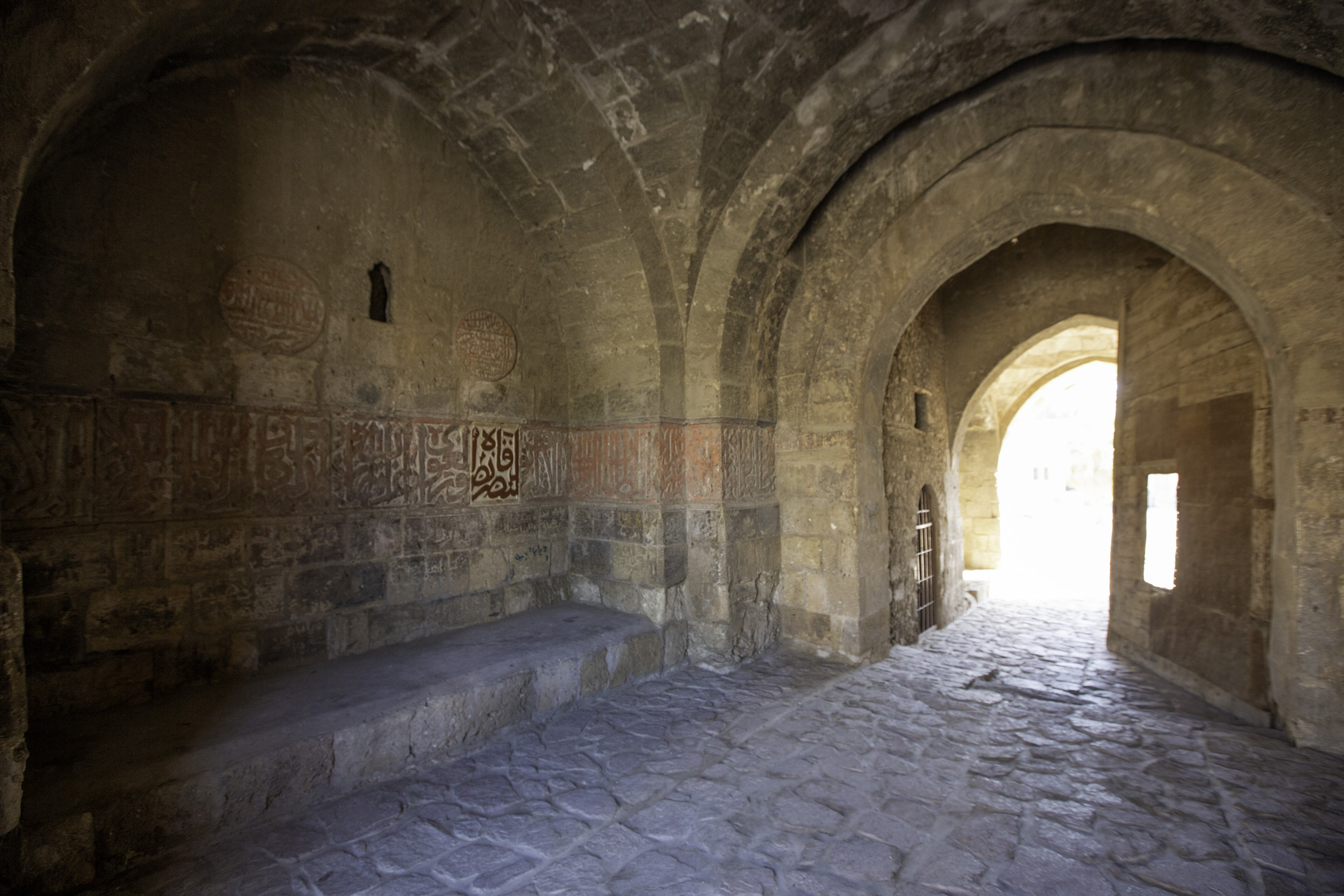
من داخل القلعة
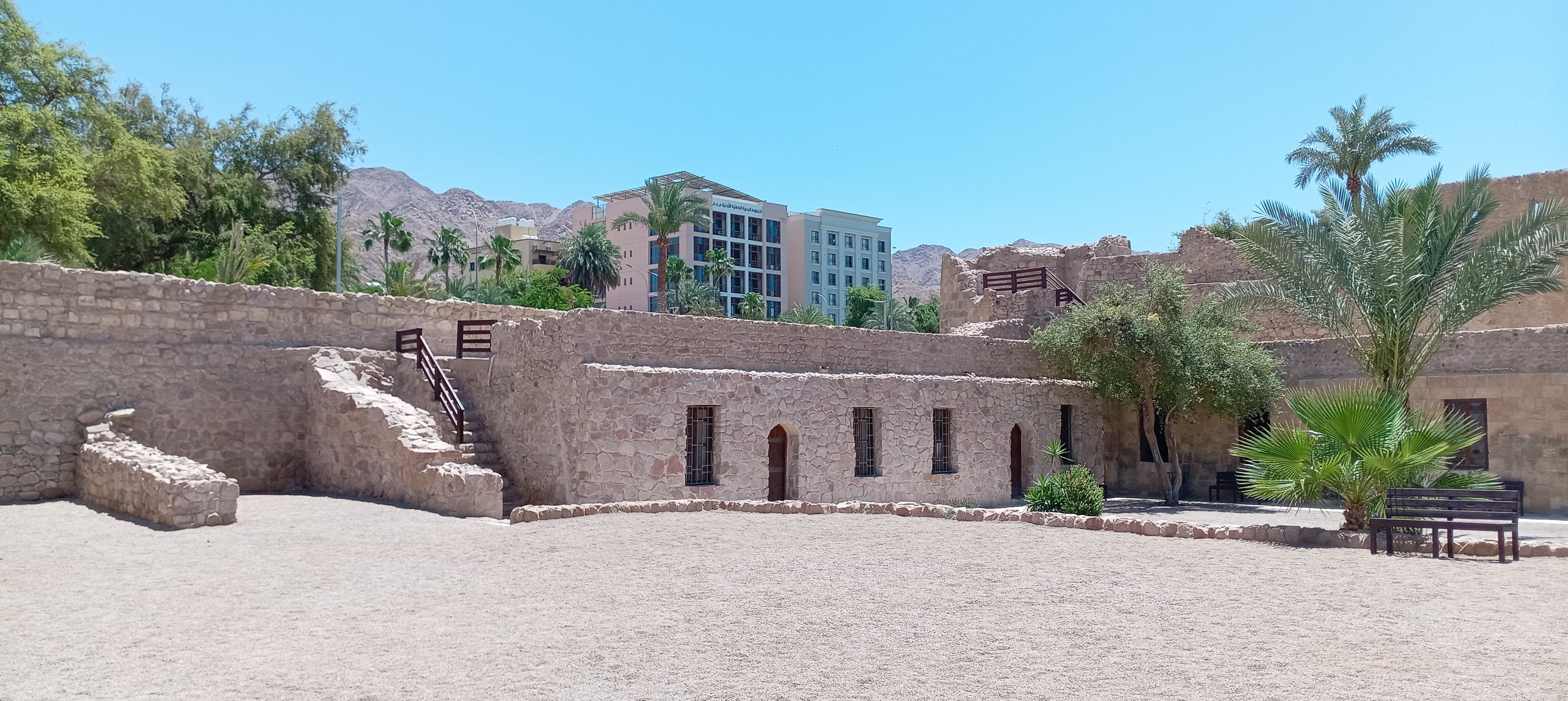
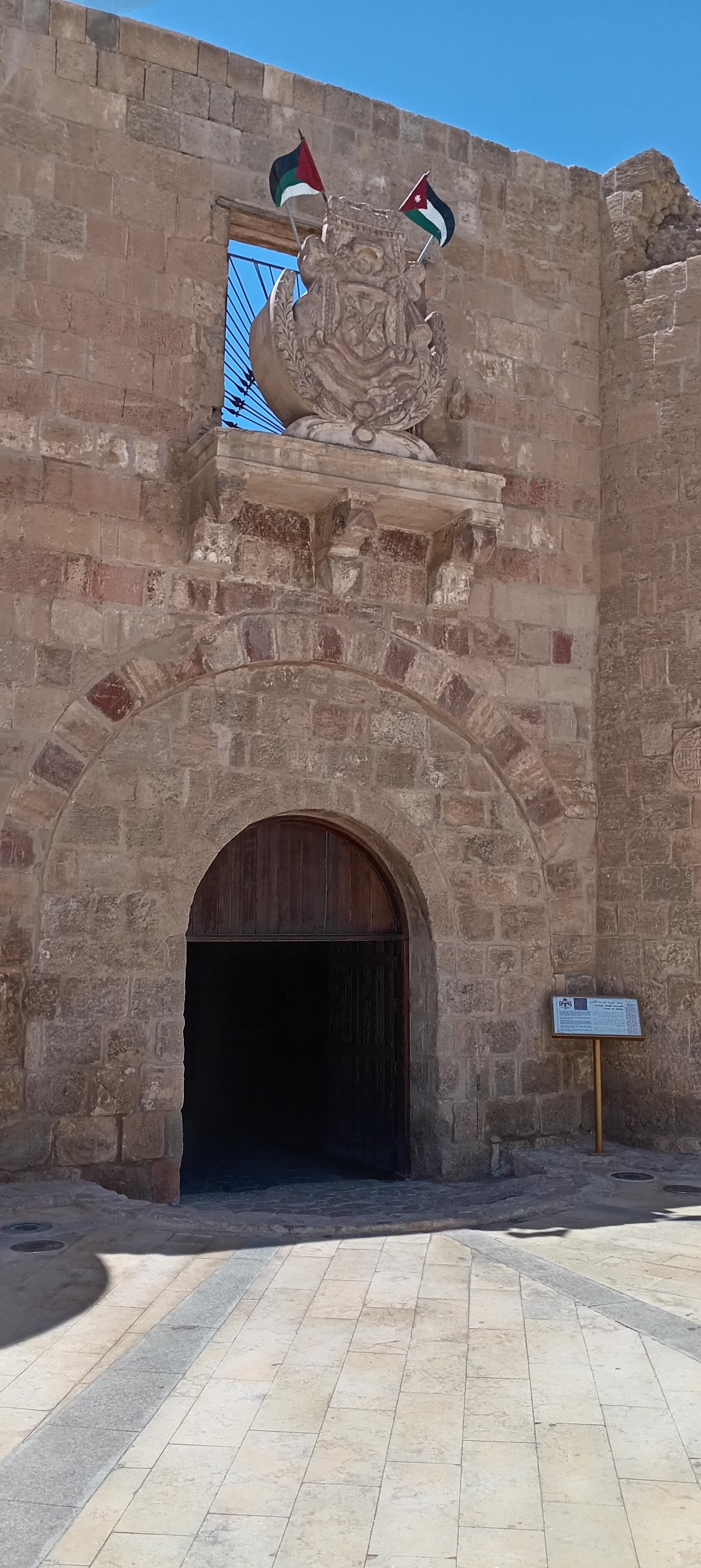
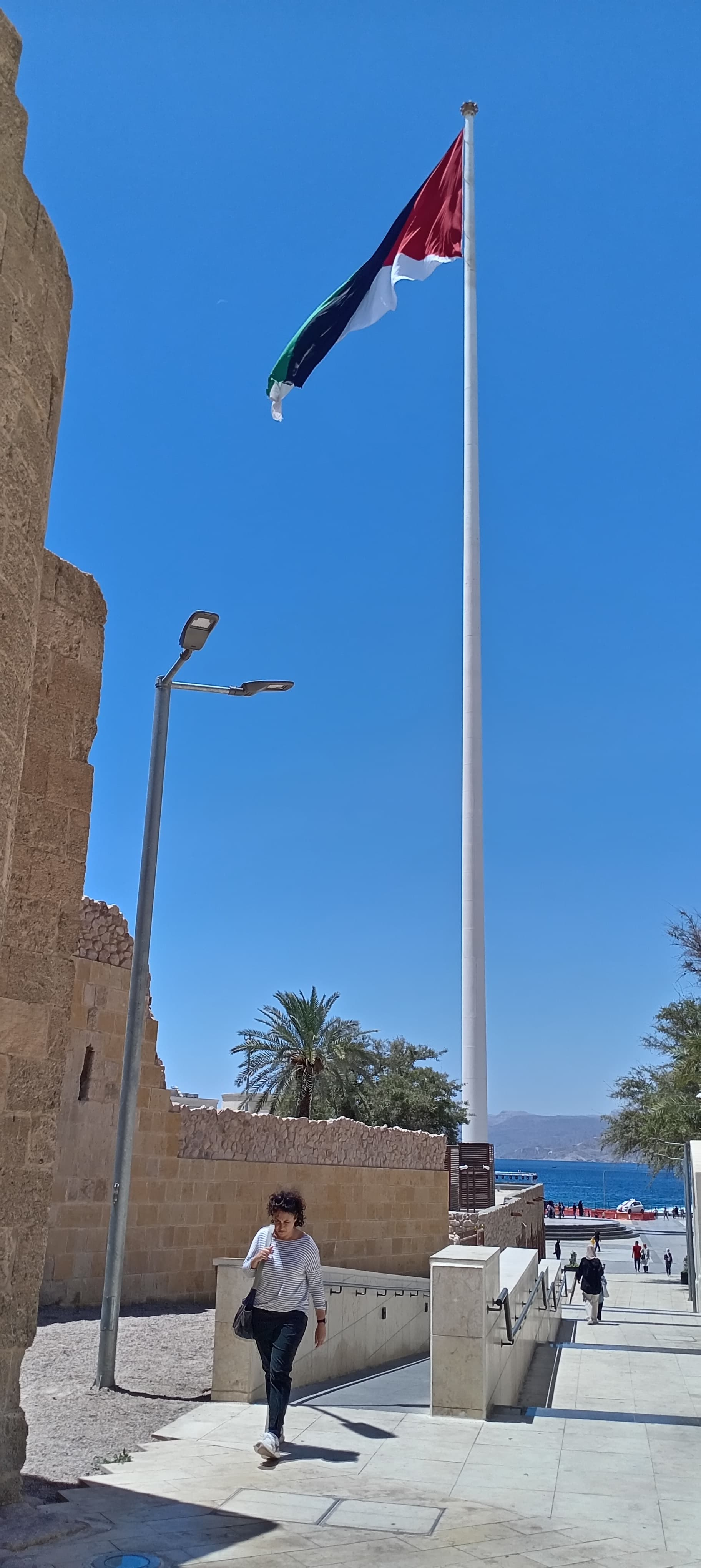
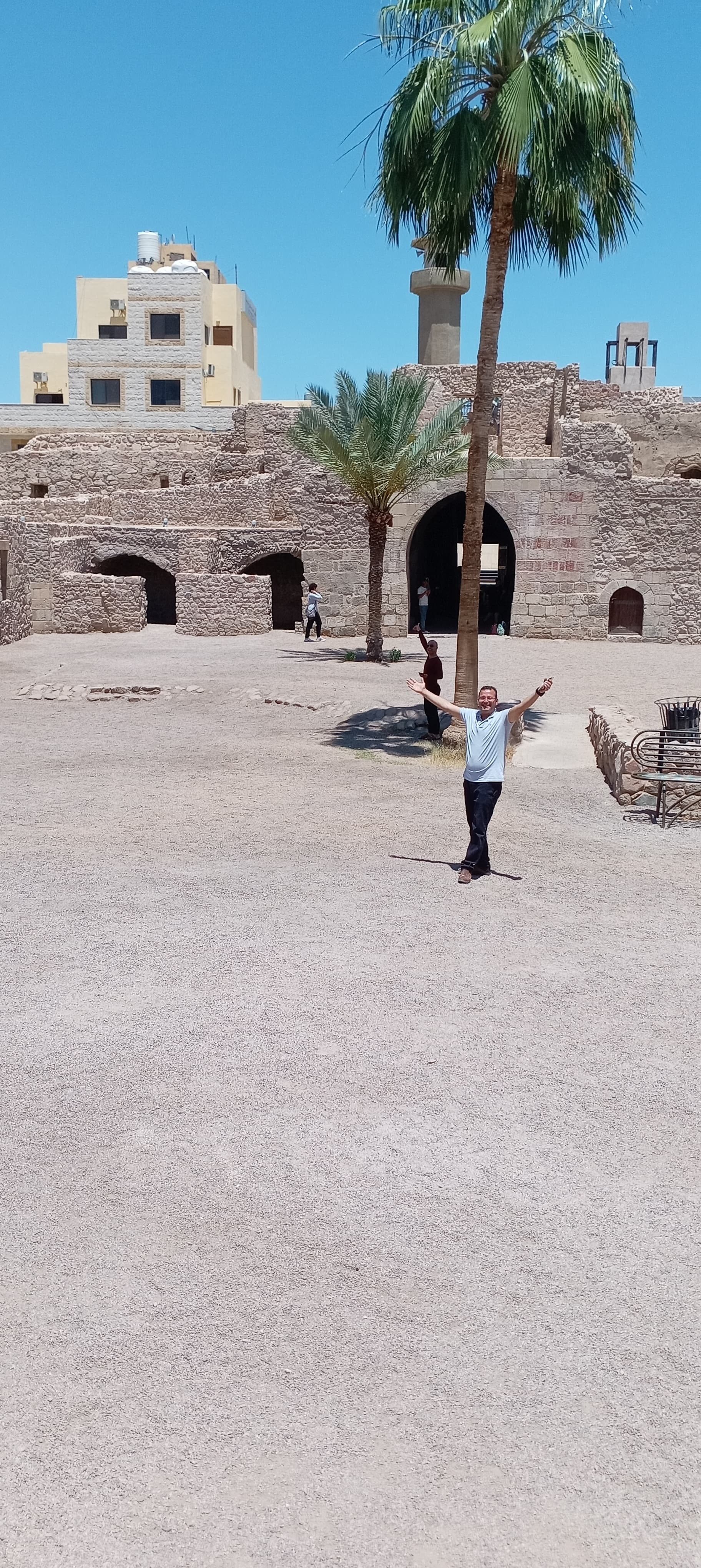
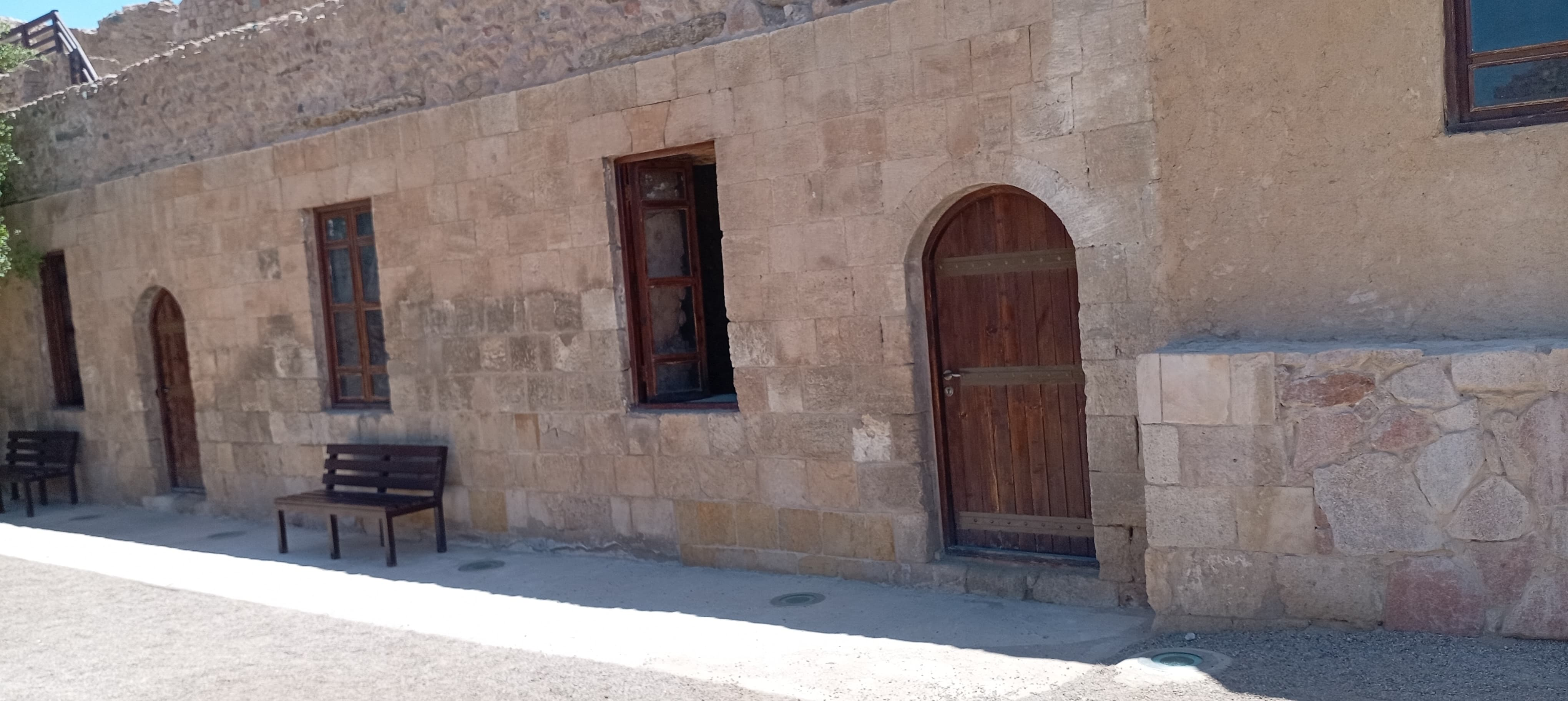
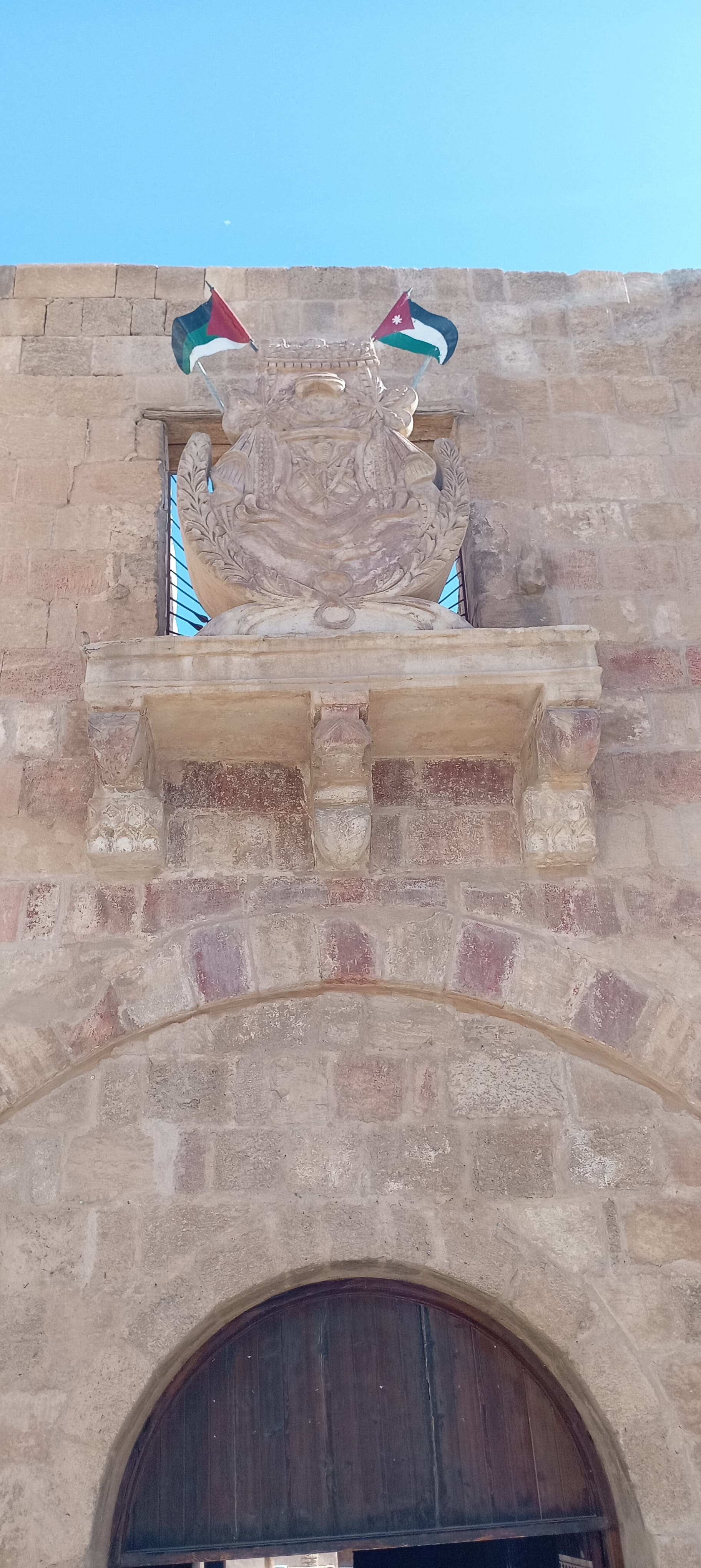
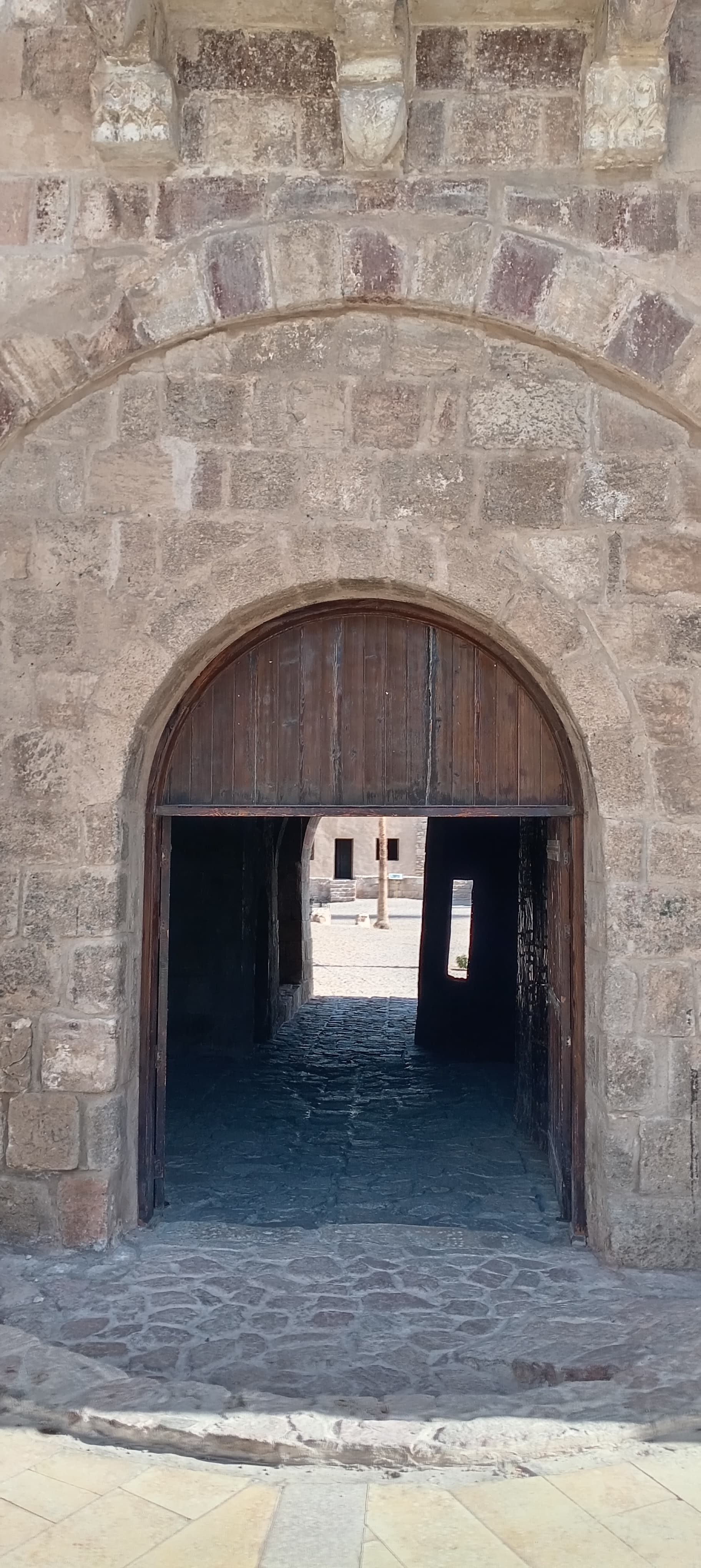
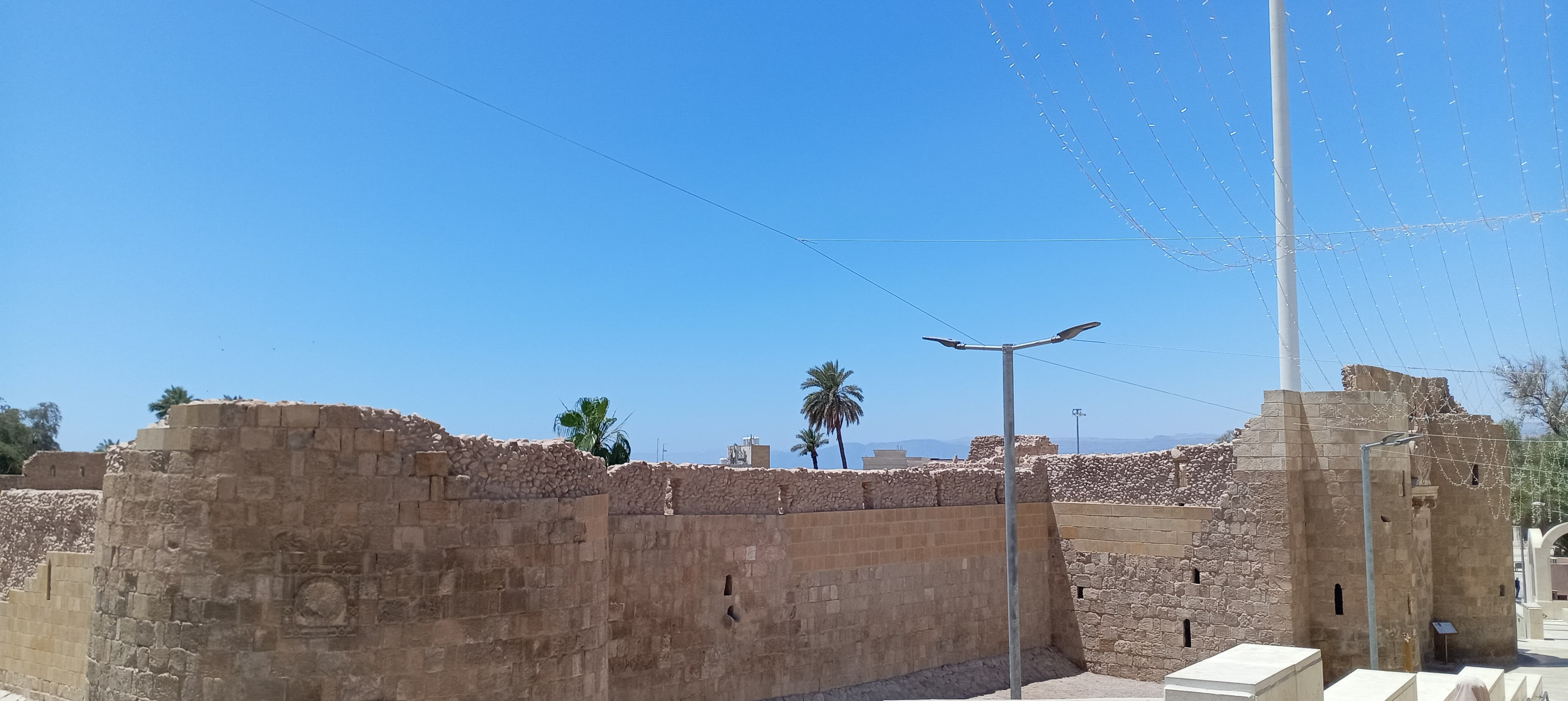
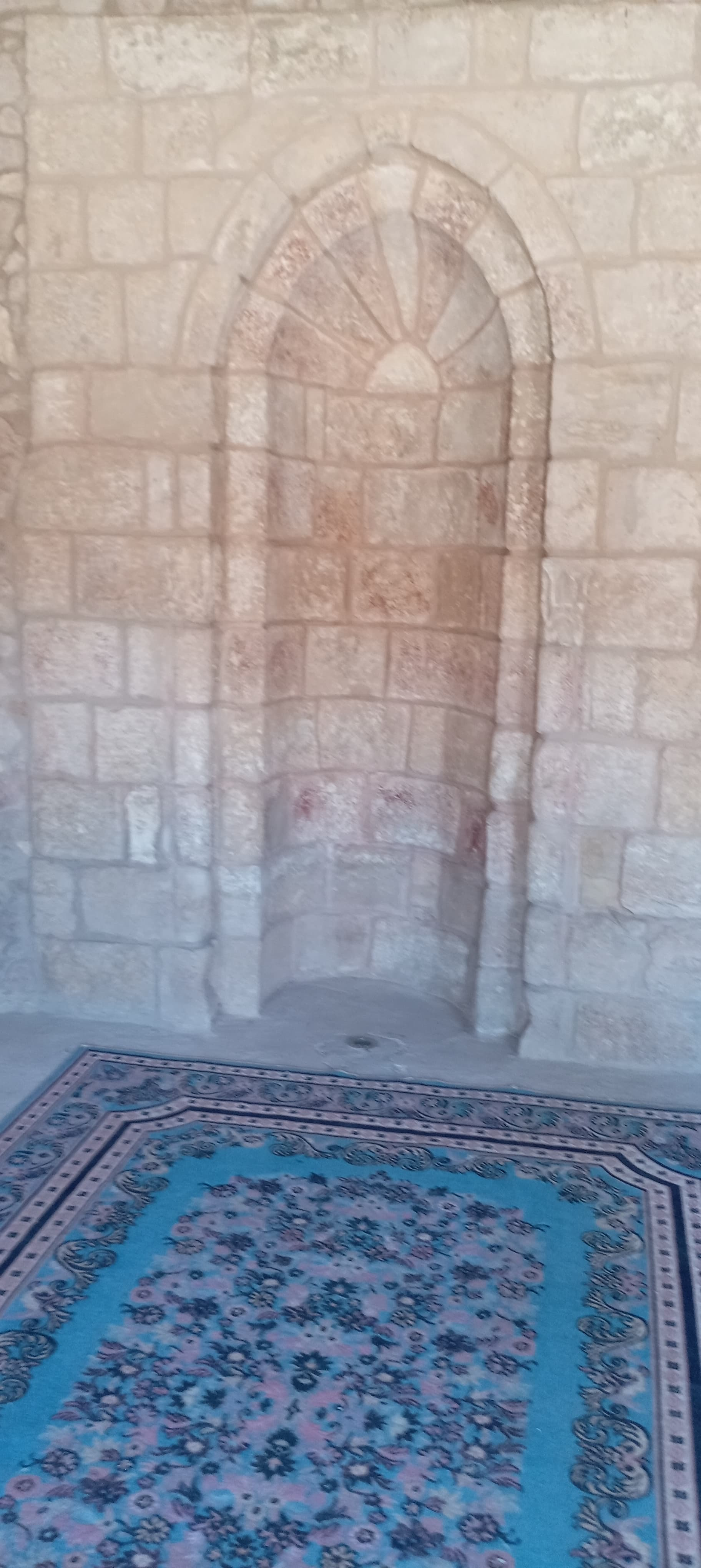
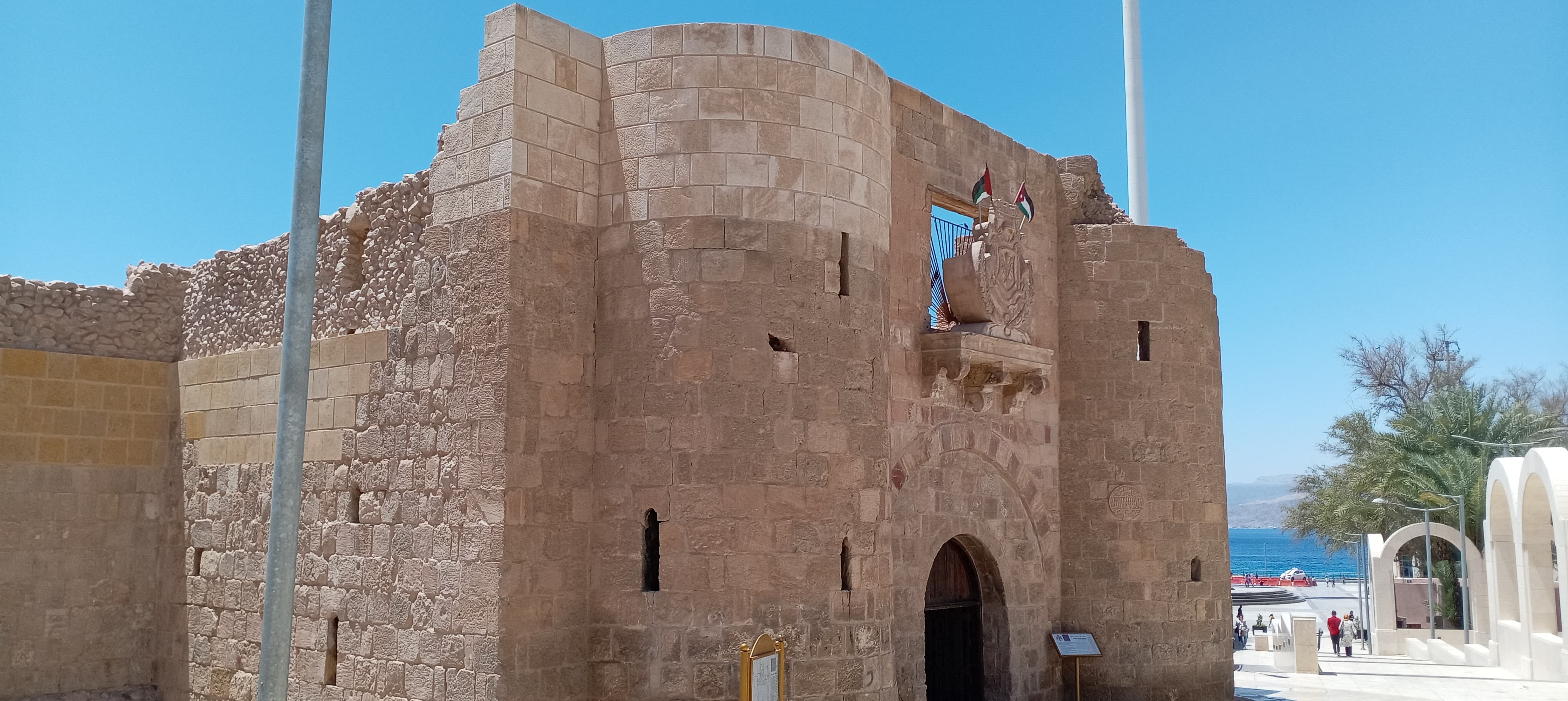
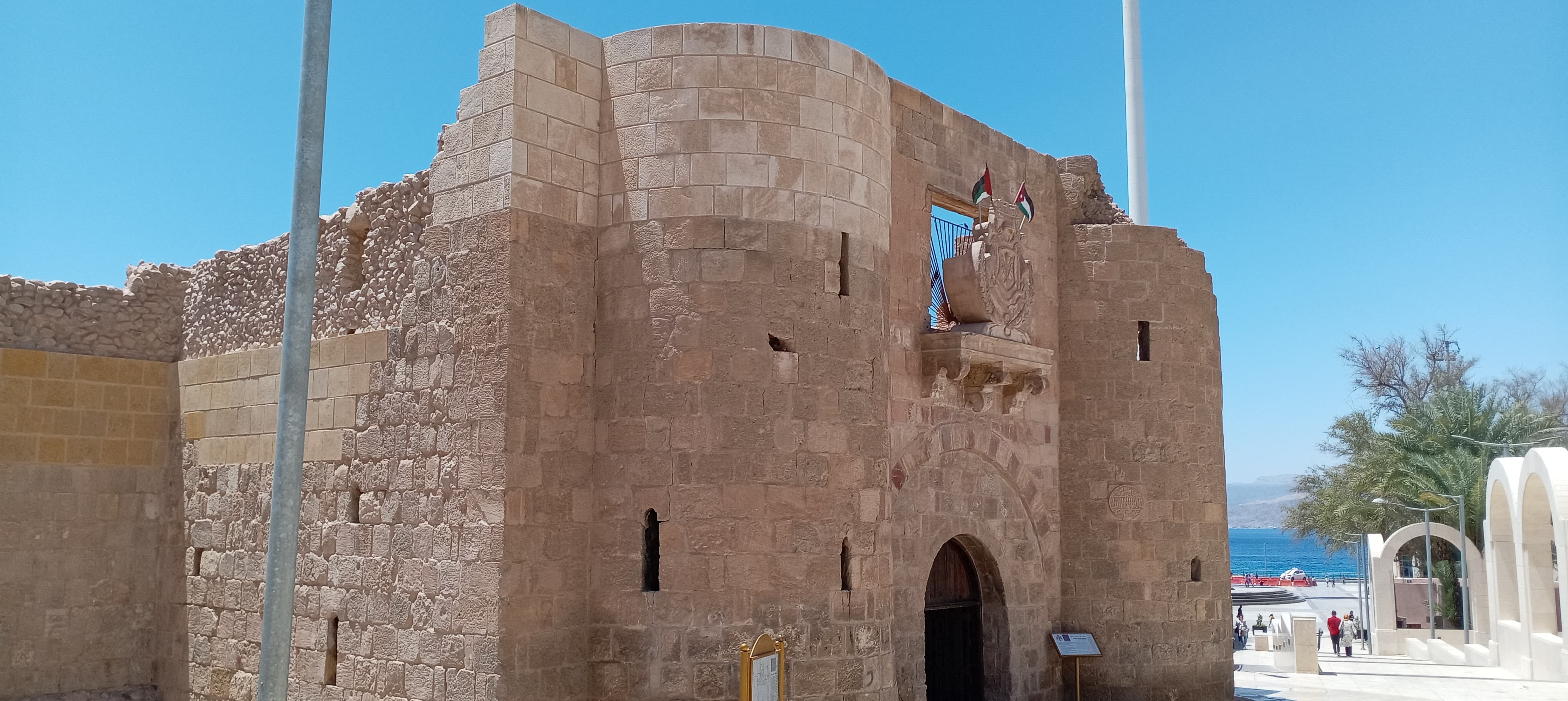
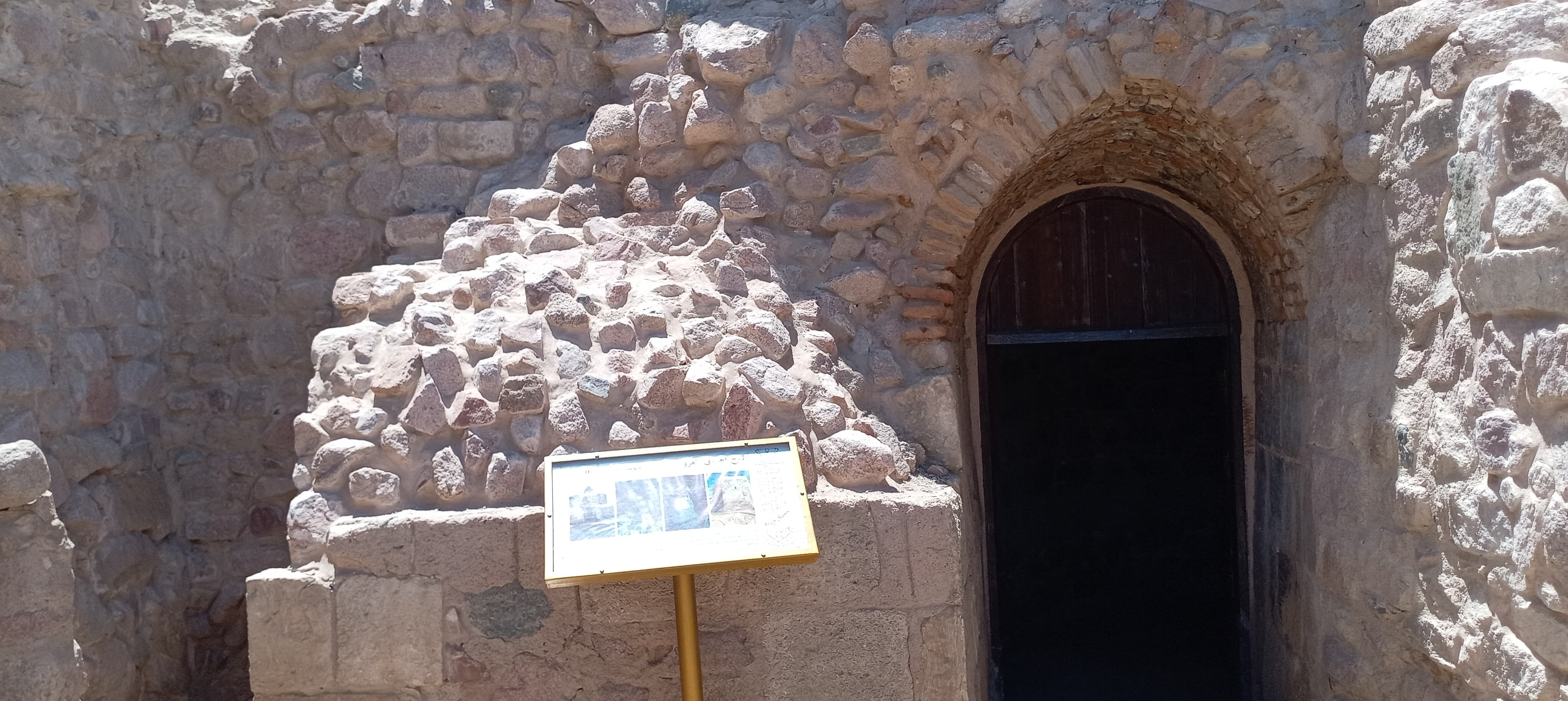
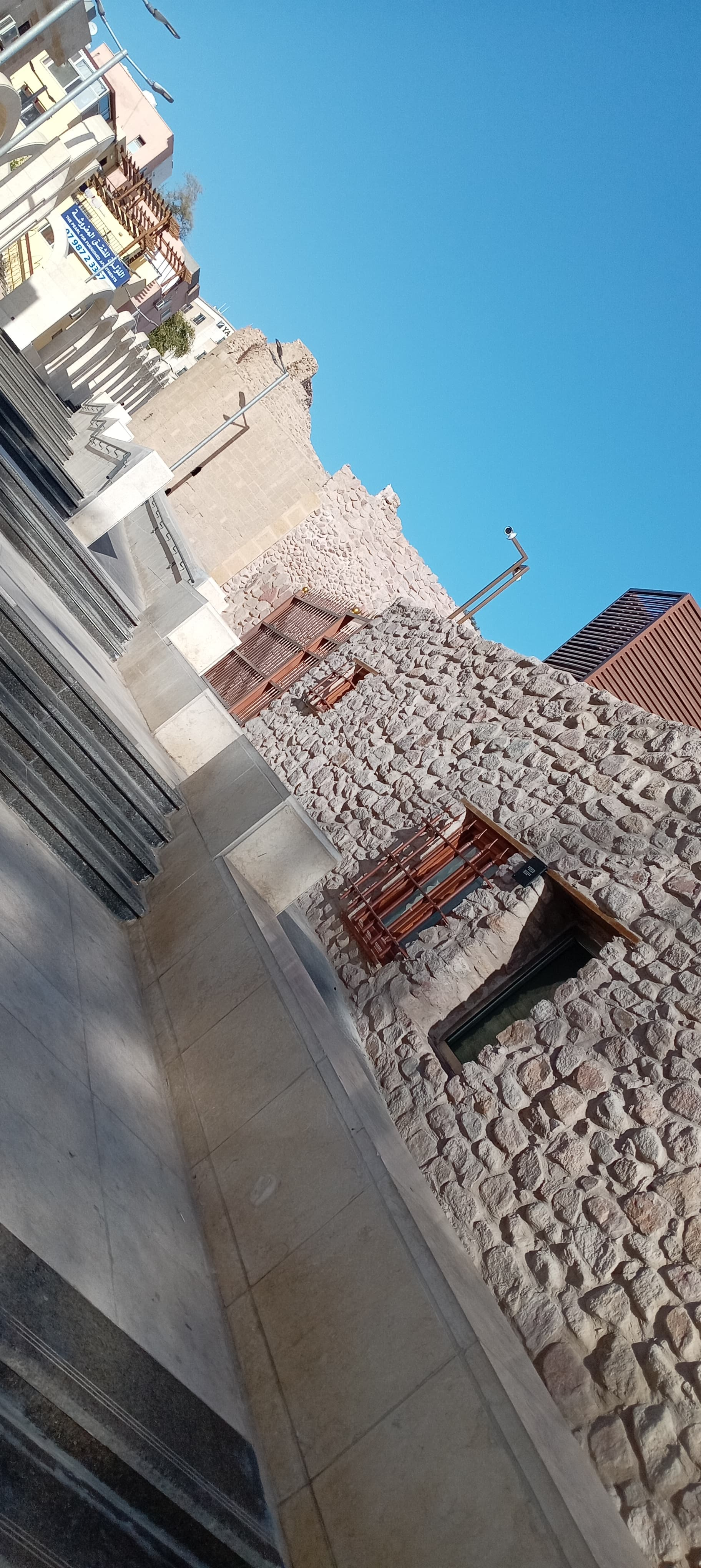
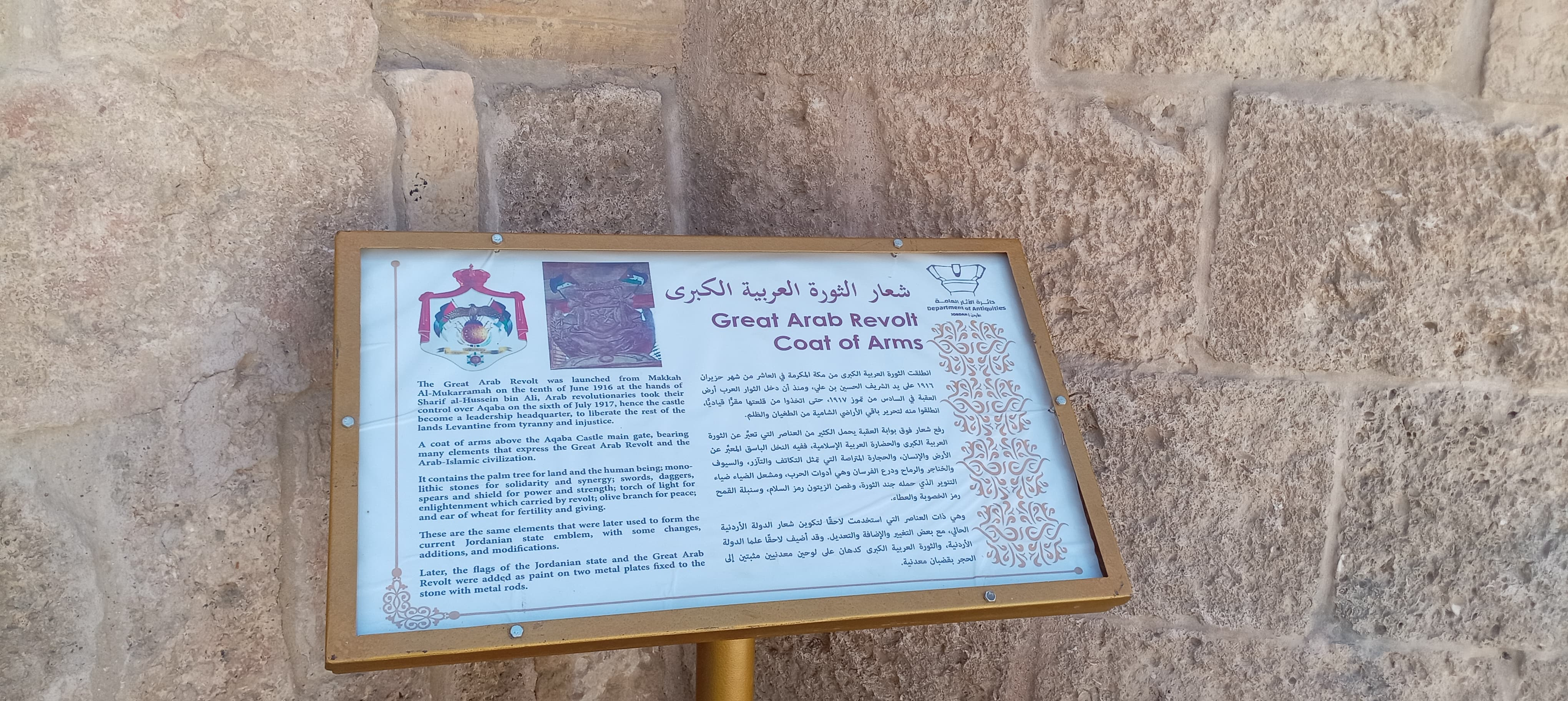
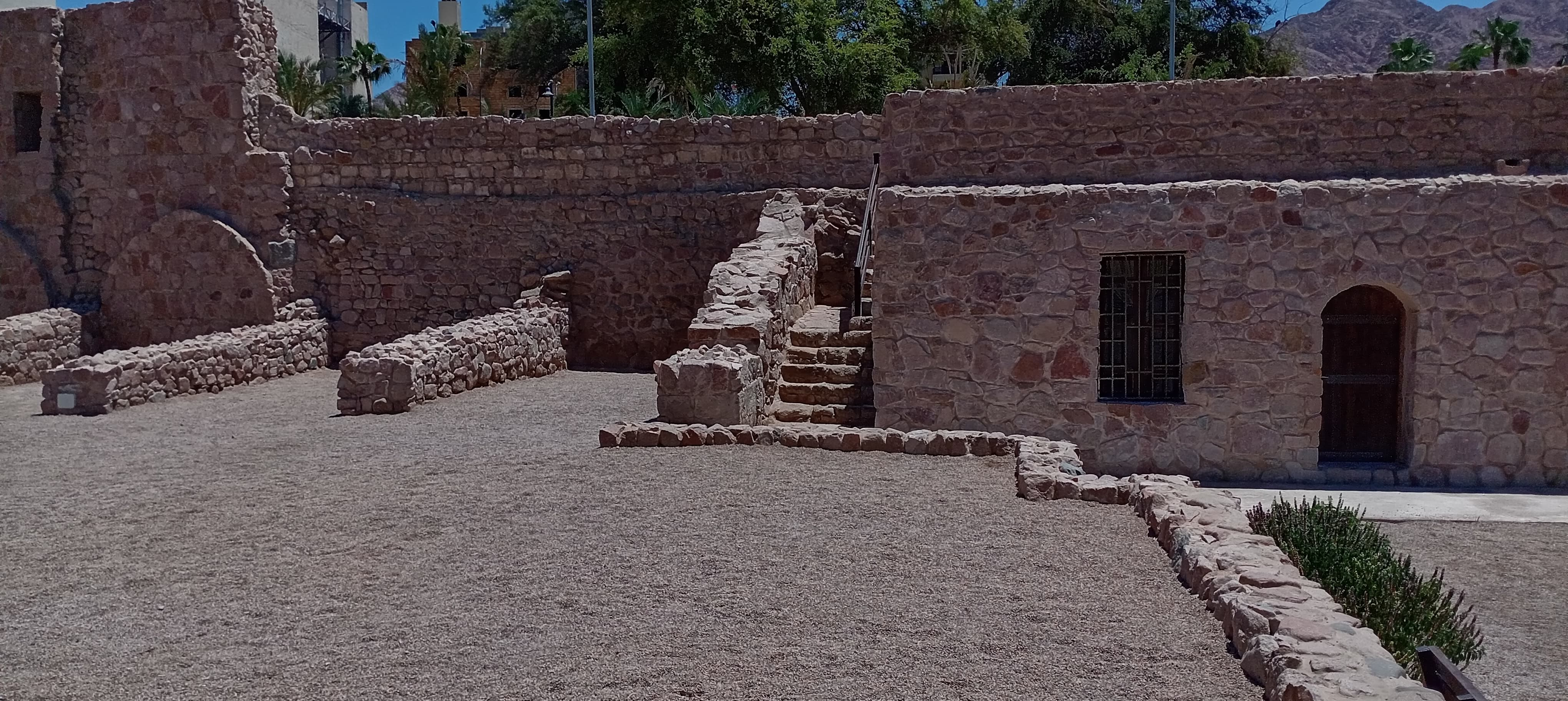
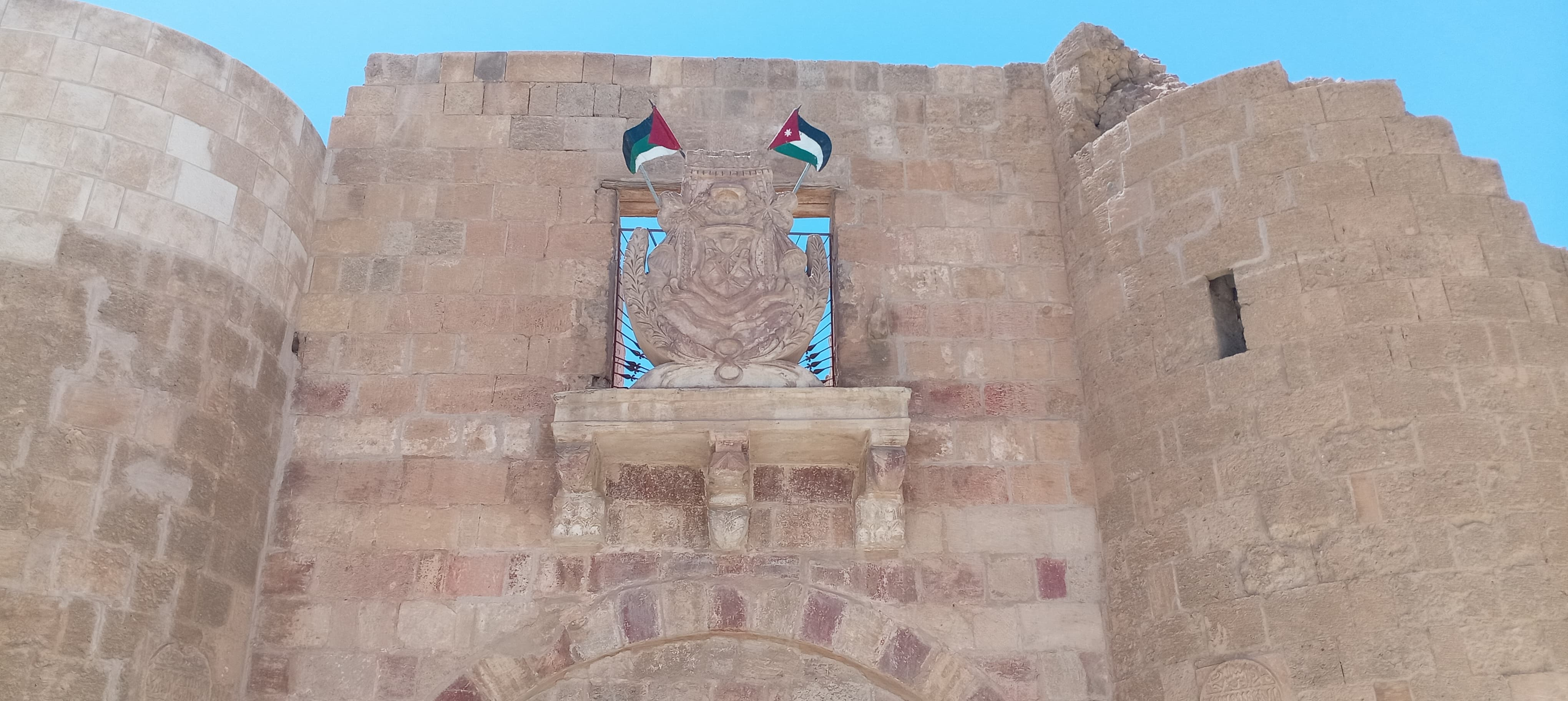